# Agardite
L'agardite è un gruppo di minerali formato dalle seguenti specie: agardite-(Y), agardite-(Ce), agardite-(Nd) e agardite-(La). Questi minerali sono tutti idroarsenati idrati di elementi delle terre rare (REE) e rame con formula chimica generica (REE, Ca) Cu6(AsO4)3(OH)6·3H2O. Nella loro struttura sono presenti ittrio, cerio, neodimio, lantanio oltre al altri elementi delle terre rare in quantità minore. L'elemento più rappresentativo e comune è probabilmente l'agardite-(Y). Formano cristalli aghiformi di colore dal giallo al verde più o meno intenso appartenenti al sistema esagonale. Le agarditi appartengono al gruppo strutturale della mixite che ha formula chimica generica Cu2+6A(TO4)3(OH)6•3H2O, dove A è un elemento delle terre rare, Al, Ca, Pb, o Bi e T è P o As. Oltre alle quattro agarditi, gli altri membri del gruppo della mixite sono la calciopetersite, la goudeyite, la mixite, la petersite-(Ce), la petersite-(Y), la plumboagardite e la zálesíite.
Il primo rappresentante del gruppo delle agarditi ad essere caratterizzato è stata l'agardite-(Y) proveniente dalla miniera di Bou Skour mine nello Djebel Sarhro in Marocco. È stata descritta da Dietrich nel 1969 ed il nome è stato attribuito in onore di Jules Agard, un geologo francese impiegato presso il Bureau de Recherches Géologiques et Minières, ad Orléans in Francia. Gli altri membri del gruppo dell'agardite sono stati scoperti in Germania, Repubblica Ceca, Grecia, Italia, Giappone, Namibia, Polonia, Spagna, Svizzera, Regno Unito e Stati Uniti d'America.